# Morin juur
El morin juur o morin khuur (en mongol: морин хуур), conocido como violín de cabeza de caballo,  es un instrumento musical de cuerda frotada tradicional de Mongolia y Mongolia Interior. Es uno de los instrumentos más característicos e importantes del pueblo mongol, y es considerado un símbolo de Mongolia. 
La música tradicional del morin juur fue elegida originariamente Obras Maestras del Patrimonio Oral e Intangible de la Humanidad por la Unesco en 2003 y se convirtió en Patrimonio Cultural Inmaterial de la Humanidad en 2008.

## Construcción
El instrumento consiste de una caja de resonancia de madera de forma trapezoidal sobre la que se fijan dos cuerdas.  Se toca con el instrumento colocado en posición vertical en la falda del músico o entre sus piernas. Las cuerdas son fabricadas con hebras de nylon o pelos de cola de caballo, extendidos en forma paralela, apoyados sobre un puente de madera ubicado sobre la caja de resonancia hasta otro pequeño puente, y luego convergen a dos clavijas de afinación en la empuñadura, en la cual por lo general se encuentra tallada una cabeza de caballo.
El arco posee una serie de pelos de caballo sueltos cubiertos con resina de alerce o de cedro, y se sostiene desde abajo con la mano derecha. La toma por la parte baja permite que la mano ajuste el pelo del arco estirándolo, de esta forma se puede regular en forma delicada el timbre del instrumento.
La cuerda más larga de las dos que posee (denominada la cuerda "macho") está formada por 130 pelos de la cola de un caballo, mientras que la cuerda "hembra" está construida con 105 pelos de la cola de una yegua. Tradicionalmente, las cuerdas se encuentran afinadas separadas una quinta, aunque en la música moderna a menudo se las afina a una cuarta, por lo general a Si-bemol y Fa. Las cuerdas se pisan haciendo presión con las falanges de los dedos índice y medio, o pellizcándolas entre la uña del dedo meñique y la base del dedo anular.

## El uso del morin juur por los pastores del Gobi

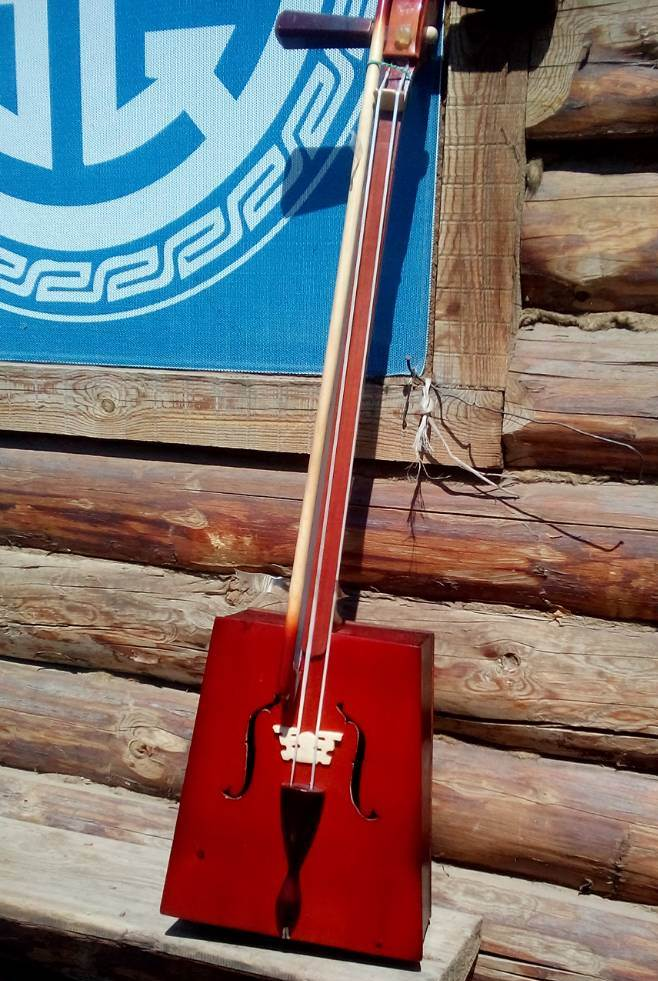
Morin juur en uno de los pueblos de Buriatia en el distrito Zakamensky de Buriatia

Aparte de la música con propósitos recreativos, el morin juur también se emplea por los pastores de Mongolia en el desierto de Gobi. Cuando un camello da a luz a una cría, suele suceder que la hembra rechace a la cría debido a diversas situaciones de estrés naturales (por ejemplo, problemas en el parto y la intervención de humanos). Para solucionar esto se lleva a cabo un ritual que consiste en la ejecución de un tipo de melodía llamada joosloh con el objetivo de apaciguar a la madre y animarles a volver a adoptar a su cría y permitirle amamantarle, cosa que no sucede si no lo reconoce y en su defecto la cría muere. Esta práctica de la reintroducción de animales se utiliza ampliamente en diversas civilizaciones nómadas en todo el mundo, pero los agricultores la práctica Gobi sólo la llevan a cabo con el Morin juur. La práctica está bien documentada en la literatura Egshig Ingen, escrita por J. Badraa en 1986. La historia del camello que llora es una película que también se realizó sobre el mismo tema. En una de las últimas escenas, se observa cómo se lleva a cabo la sanación. El músico traído desde la capital afina el instrumento en función de los sonidos roncos de la camello hembra, luego comienza a ejecutar melodías apacibles y profundas, mientras la joven del hogar de criadores donde se encuentran canta tenues versos a manera de contrapunto. Toda esta situación genera emociones en el animal, que lagrimea y no puede moverse. La cría aprovecha para acercarse una vez más a amamantarse y, al no oponerse la madre, este puede por fin alimentarse. La película se estrenó en el 2003, fue dirigida por Byambasuren Davaa y nominada en 2005 al Oscar al mejor documental.